# Kurt Böge

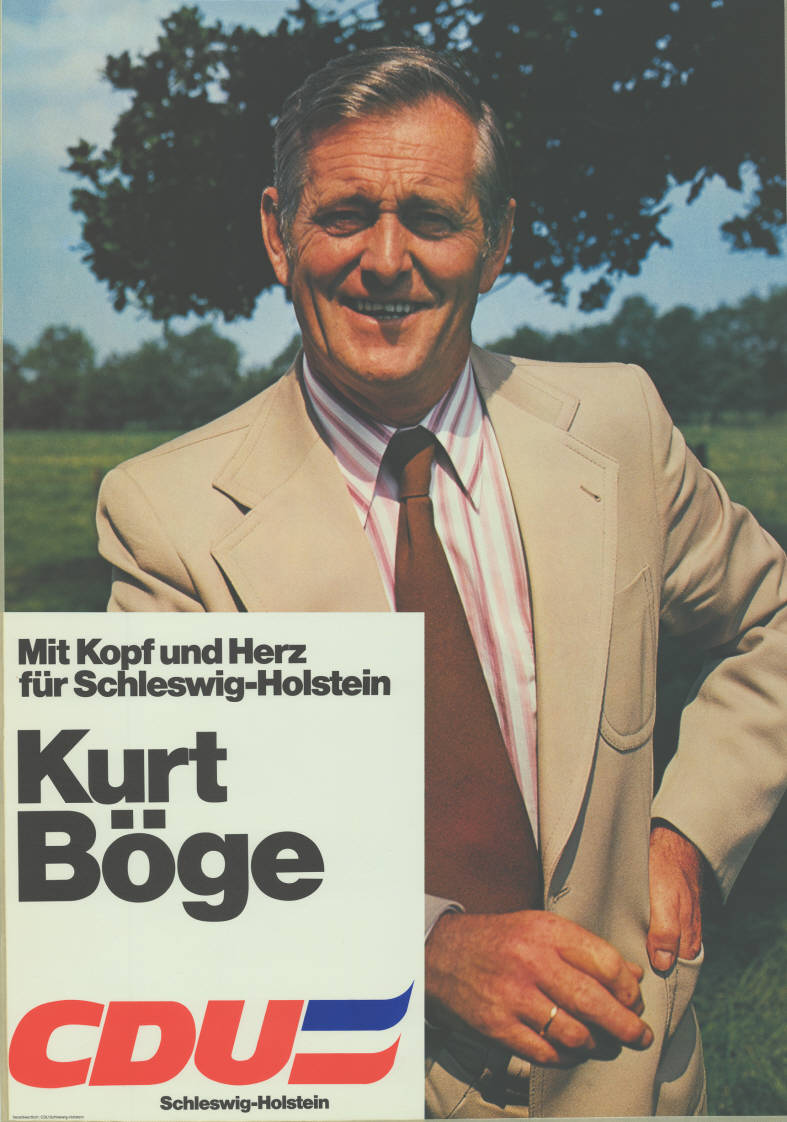
Kandidatenplakat zur Landtagswahl in Schleswig-Holstein 1979

Kurt Böge (* 19. März 1926 in Hasenmoor; † 20. Juni 2009 ebenda) war ein deutscher Politiker der CDU.

## Leben und Beruf
Nach der Mittleren Reife absolvierte Böge, der evangelischen Glaubens war, zunächst eine Landarbeiter- und dann eine Landwirtschaftslehre. Seit 1948 war er selbständiger Landwirt in seinem Geburtsort Hasenmoor.
Böges Sohn Reimer gehört dem Europaparlament an. Kurt Böge wurde am 9. August 1983 auf Vorschlag der Schleswig-holsteinischen Landesregierung mit dem Verdienstkreuz am Bande des Bundesverdienstkreuzes ausgezeichnet.

## Politik
Am 21. Februar 1944 beantragte Böge die Aufnahme in die NSDAP und wurde zum 20. April desselben Jahres aufgenommen (Mitgliedsnummer 9.858.585). Danker und Lehmann-Himmel charakterisieren ihn in ihrer Studie über das Verhalten und die Einstellungen der Schleswig-Holsteinischen Landtagsabgeordneten und Regierungsmitglieder der Nachkriegszeit in der NS-Zeit aufgrund seines jungen Alters als „ns-sozialisiert“.
Böge gehörte seit 1955 der CDU an. Von 1982 bis 1990 war Böge Bürgermeister von Hasenmoor. Von 1985 bis 1989 war er Vorsitzender der CDU im Kreis Segeberg.  Er war von 1975 bis 1988 Landtagsabgeordneter in Schleswig-Holstein. Er vertrat den Wahlkreis Segeberg-West im Parlament.